# Флаг Челно-Вершинского района
Флаг муниципального района Челно́-Верши́нский Самарской области Российской Федерации.
Флаг утверждён 22 марта 2005 года как флаг муниципального образования «Челно-Вершинский район» (после муниципальной реформы — муниципальный район Челно-Вершинский) и внесён в Государственный геральдический регистр Российской Федерации с присвоением регистрационного номера 1868.

## Описание флага
«Флаг Челно-Вершинского района представляет собой прямоугольное синее полотнище с отношением ширины к длине 2:3 с отходящим от древка треугольником, не достающим до свободного края на 1/16 длины полотнища и разделённым на четыре сектора — красный, жёлтый, зелёный и пурпурный (малиновый), вдоль свободного края полотнища расположен чёрный треугольник. Оба треугольника соприкасаются своими вершинами».

## Обоснование символики
Символика флага читается: мы — представители четырёх народов, поселенных рядом природой и историей в глубокой древности на благодатной земле между реками Черемшан и Кондурча, желая мирно и дружно жить вечно под счастливым голубым небом, выращивая хлеб, создавая богатство и благополучие.
Четыре разноцветных сектора, собранные вместе, символизируют многовековую дружбу четырёх этнических групп населения, издавна проживающих на территории района: красный — русские, жёлтый — чуваши, зелёный — татары, пурпурный (малиновый) — мордва.
Чёрный треугольник (вершина горы) говорит о холмистом рельефе, что отражено в названии района. Чёрный цвет — цвет плодородного чернозёма, олицетворяющий землю, а также этот цвет в геральдике символизирует мудрость, скромность, честность и вечность бытия.
Синий цвет в геральдике — символ красоты, чести, славы, преданности, истины, добродетели и чистого неба.
Красный цвет — символ мужества, красоты и жизни.
Жёлтый цвет (золото) символизирует богатство, уважение, интеллект, стабильность.
Зелёный цвет — символ весны, радости, надежды, жизни, природы, а также символ здоровья.
Пурпурный цвет — символ достоинства, преображения и благородства.